# Frankland
De Frankland is een rivier in de regio Great Southern in West-Australië.

## Geschiedenis
De oorspronkelijke bewoners van de streek zijn de Nyungah Aborigines. Ze noemden de rivier de Kwakoorillup.
De Frankland werd in januari 1831 waargenomen door kapitein Thomas Bannister. Hij lichtte James Stirling in over het bestaan van de rivier. Stirling noemde de rivier naar een nabijgelegen berg. Mount Frankland was in 1829 door Thomas Braidwood Wilson vernoemd naar de toenmalige landmeter-generaal van Van Diemensland, George Frankland. Wilson verkende de streek toen zijn schip de Governor Phillip voor herstellingen in King George Sound lag. Aan Wilsons expeditie namen ook Mokare, John Kent, soldaat William Gough en twee gevangenen deel. De Frankland zou tevoren onder zeehondenjagers als Deep River hebben bekend gestaan.

## Geografie
De Frankland is de meest volumineuze rivier in de regio Great Southern, de op zeven na grootste van West-Australië. Ze ontspringt ten zuidwesten van Broomehill en stroomt 185 kilometer zuidwaarts alvorens nabij Walpole in de Nornalup-inham uit te monden. Ze stroomt door twee waterpoelen die bekend staan als Circular Poole.
Drie waterlopen voeden de Frankland:
- Ornabullup Creek (213m)
- Towerlup Brook (213m)
- Gordon River (207m)

Bijna 85 % van het stroomgebied van de Frankland is ontbost en in cultuur gebracht. De laatste decennia is de saliniteit van de rivier gestegen, vooral in de bovenloop. Rond de benedenloop is er nog bos en ligt de gemiddelde jaarlijkse regenval hoger dan stroomopwaarts. Desondanks is het water dat de Nornalup-inham bereikt brak. De getijden van de oceaan en inham zijn tot 12 kilometer opwaarts in de rivier voelbaar.

## Toerisme
Het nationaal park Walpole-Nornalup ligt in het stroomgebied van de Frankland en er ligt een kampplaats van het Bibbulmunwandelpad langs de rivier. In het nationaal park zijn ongeveer zevenhonderd inheemse plantensoorten te vinden. Men treft er negentien zoogdiersoorten, honderdennegen vogelsoorten, tweeëntwintig reptielensoorten en twaalf soorten kikkers aan.
De rivier stroomt ook door het nationaal park Mount Frankland. De Munda Biddi Trail raakt er aan de rivier.
Er wordt gevist en aan recreatieve watersporten gedaan op de rivier.